# Pöllauberg
Pöllauberg est une commune autrichienne du district de Hartberg en Styrie.